# نشان شرف
نشان شرف (ترکی آذربایجانی: "Şərəf" ordeni) یکی از نشان‌های جمهوری آذربایجان است که ایجاد آن به فرمان ۲۴۸-آی‌آی‌آی‌ق الهام علی‌اف، رئیس‌جمهور این کشور در تاریخ ۱۶ فوریه سال ۲۰۰۷ به تأیید رسید.

## اطلاعات کلی
نشان شرف جمهوری آذربایجان به شهروندان آذربایجان، اتباع خارجی و غیر شهروندان در پاس خدمات زیر اهدا می‌شود:
- مشارکت‌های ویژه برای آذربایجان
- خدمات خاص در ایجاد کشورداری در آذربایجان؛
- مشارکت‌های مخصوص در توسعه اقتصادی، علمی، اجتماعی و فرهنگی آذربایجان؛
- مشارکت‌های ویژه در عرصه‌های علم، فرهنگ، ادبیات، هنر، آموزش و پرورش بهداشت.

نشان شرف بر روی سمت چپ سینه سنجاق زده می‌شود. چنانچه فرد دریافت کننده نشان‌های افتخار و مدال‌های دیگری را دارا باشد، نشان شرف بعد از آن‌ها نصب می‌شود.

## مشخصات
نشان شرف به شکل یک ستاره هشت‌ضلعی می‌باشد که از طلا و پلاتین ساخته شده و بر روی لوح گرد قرار گرفته‌است. دو دایره داخل لوح تعبیه شده‌است که دایره بیرونی از جنس پلاتین و داخلی زر است. عبارت «شرف» روی سطح پلاتینی نقش بسته‌است. یک لعل مصنوعی در مرکز نشان قرار گرفته‌است. یک بند تزئینی و لبه‌های دایره‌ای به نوار خدمت قرمز تیره با خطوط زرد موازی متصل شده‌است. قسمت پشتی اش جلا داده شده و در وسط شماره نشان قرار دارد.